# Plejada.pl

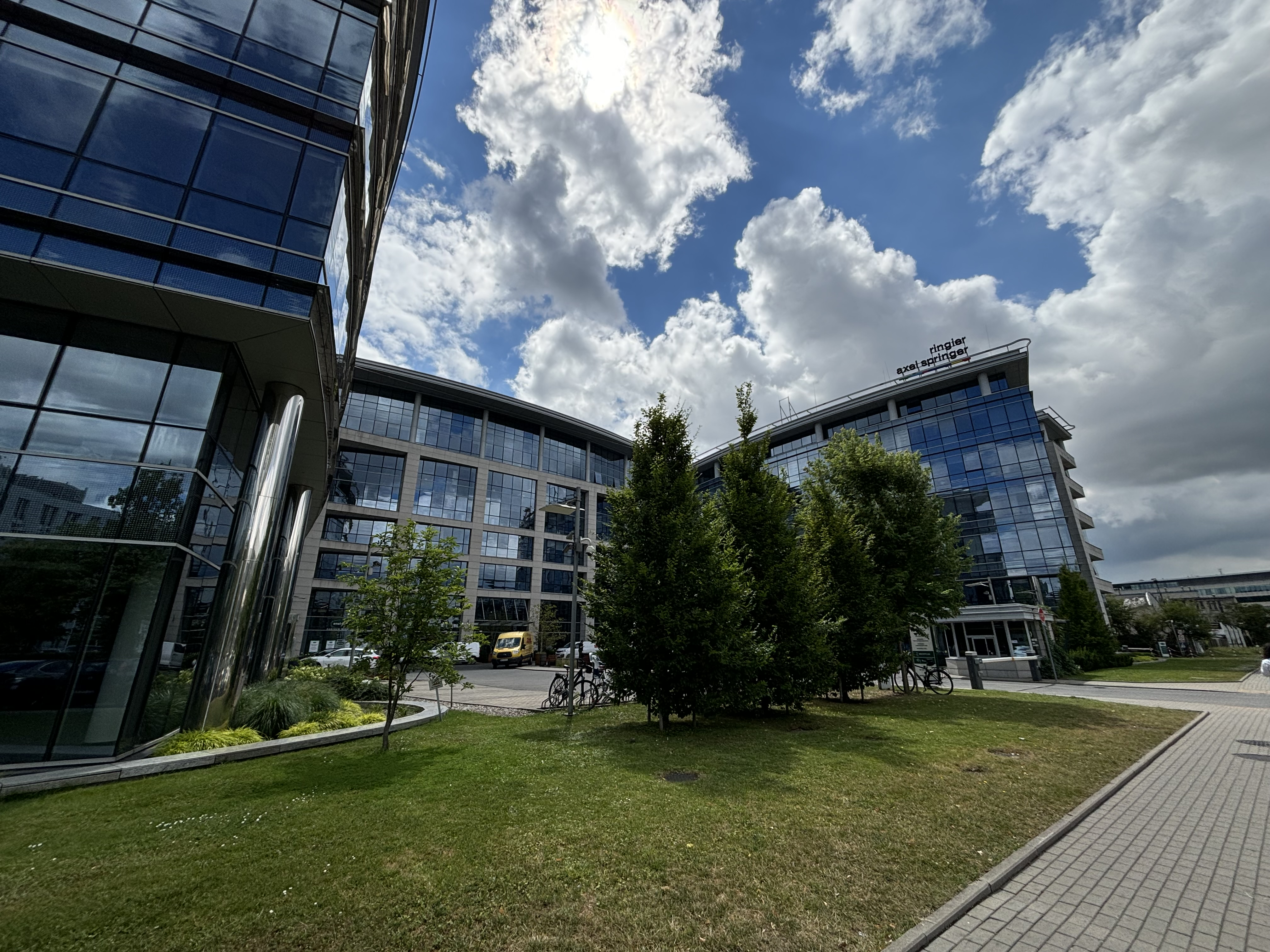
Siedziba redakcji Plejada znajduje się w budynku Ringier Axel Springer Polska przy ulicy Domaniewskiej 49 w Warszawie

Plejada.pl – polski serwis internetowy poświęcony tematyce celebryckiej i show-biznesowej, dostarczający treści dziennikarskie oraz materiały wideo dla miłośników kultury popularnej. Plejada znajduje się w czołówce najczęściej odwiedzanych polskich witryn celebrycko-plotkarskich. 
Redaktorką naczelną portalu jest Kamila Glińska. Serwis należy do Onetu. Od 2012 roku jego właścicielem jest Grupa Ringier Axel Springer Polska należąca do Axel Springer SE i Ringier AG.

## Historia serwisu Plejada

### 2008
- Serwis Plejada został uruchomiony 27 marca 2008 roku przez portal Onet.pl oraz dział Nowe Media TVN[10]. Serwis jako pierwszy w Polsce został udostępniony na trzech różnych platformach: w internecie, w wersji lajt na telefonie komórkowym oraz na platformie satelitarnej[11].
- 9 grudnia 2008 roku serwis otrzymał Wyróżnienie Akademii w kategorii rozrywka podczas finału ogólnopolskiego konkursu Webstarfestival na najlepsze strony internetowe[12][13].

### 2012
- W 2012 redakcja zorganizowała cykl imprez klubowych Plejada Space Night[14].

### 2011-2015
- W latach 2011-2015 Plejada organizowała galę oraz plebiscyt Plejada Top Ten, w trakcie którego redakcja portalu wręczała nagrody najpopularniejszym postaciom polskiego show-biznesu[15][16][17][18][19][20][21].

### 2016
- Serwis Plejada znalazł się w pierwszej "pięćdziesiątce" najczęściej odwiedzanych witryn w Polsce według portalu Alexa[22].

### 2016-2021
- W latach 2016-2021 serwis Plejada organizował plebiscyt internetowy Gwiazdy Plejady wieńczony Wielką Galą Gwiazd Plejady, uznawaną za jedno z największych wydarzeń show-biznesowych w Polsce. Gala stanowiła prestiżowe forum wręczania nagród oraz miejsce spotkań najważniejszych postaci polskiego świata mediów, kultury i rozrywki. Wydarzenie zyskało status jednego z najbardziej rozpoznawalnych i cenionych przedsięwzięć tego typu w kraju[23][24][25].

### 2017
- 19 września 2017 roku, w Zamku Królewskim w Warszawie odbyła się charytatywna gala Pożegnanie lata z Plejadą pod hasłem "Białe noce Monaco". Podczas tego wydarzenia zaprezentowano wieczorowe kreacje przygotowane przez polskich projektantów: Joannę Przetakiewicz (La Mania), Tomasza Olejniczaka (Tomaotomo), duet Paprocki&Brzozowski, Dawida Wolińskiego oraz Natashę Pavluchenko. Suknie zostały wystawione na aukcję charytatywną, z której dochód przekazano na rzecz Fundacji Dajemy Dzieciom Siłę[26][27][28].

### 2019
- W 2019 wraz z Fundacją Faktu Plejada była inicjatorem akcji społecznej „Zdrowie jest męskie”, mającej zachęcić do profilaktycznego badania się mężczyzn. W ramach projektu na rynku ukazał się kalendarz na rok 2020 z udziałem 12 ambasadorów akcji[29][30].

### 2021
- Zrealizowano kampanię społeczną pod nazwą #MamoToTyJesteśGwiazdą, skierowaną na podkreślenie roli matek w życiu społecznym. Kampanię zrealizowano z okazji Dnia Matki w 2021 roku. W ramach akcji znane osoby, takie jak Barbara Kurdej-Szatan, Rafał Brzozowski czy Viki Gabor, składały życzenia swoim mamom, zachęcając jednocześnie do wsparcia podopiecznych Stowarzyszenia SOS Wioski Dziecięce[31][32].

### 2023
- Serwis Plejada został uznany za piąte najbardziej opiniotwórcze medium internetowe w Polsce[33][34].

### 2024
- Serwis Plejada po trzech latach przerwy organizuje Wielką Galę Gwiazd Plejady, w trakcie której są wręczane nagrody w takich kategoriach jak "Osobowość roku", "Gwiazda stylu" czy "Metamorfoza roku"[35]
- Plejada zajęła szóste miejsce w rankingu najbardziej opiniotwórczych mediów internetowych w Polsce[36].

## Nagrody

### 2024
- Szóste miejsce w rankingu z marca 2024 roku wśród dziesięciu najbardziej opiniotwórczych mediów internetowych[36].
- Tytuł najbardziej wpływowego serwisu w kategorii show-biznesu w Polsce według rankingu opublikowanego przez Instytut Monitorowania Mediów w 2023 roku[37].
- Piąte miejsce w zestawieniu najbardziej opiniotwóczych mediów internetowych w Polsce według Instytutu Monitorowania Mediów za 2023 rok[33].

### 2023
- Siódme miejsce w zestawieniu najbardziej opiniotwórczych mediów internetowych w Polsce według Instytutu Monitorowania Mediów za 2022 rok[33].

### 2008
- 9 grudnia w 2008 roku serwis otrzymał Wyróżnienie Akademii w kategorii rozrywka w finale ogólnopolskiego konkursu na najlepsze strony internetowe w finale ogólnopolskiego konkursu Webstarfestival [12][13].

## Kluczowe produkty

### Podcasty
- TOP Plejady – podcast, którego gospodarzami byli Grzegorz Dobek i Kamila Glińska, oferuje codzienne podsumowanie najważniejszych wydarzeń z ostatniej doby w świecie show-biznesu[38][39].

- Posłuchaj tego – podcast prowadzony przez Kacpra Majdana, który zapraszał do rozmów polskich artystów i twórców internetowych[40][41].

### Wideo
- To się kręci – format wideo realizowany przez redakcję Plejady w technologii 360 stopni, umożliwiający widzom wirtualne zwiedzanie mieszkań gwiazd i kulis popularnych programów telewizyjnych. Dzięki technologii VR widzowie mogli eksplorować przestrzeń, obracając obraz w dowolnym kierunku[42].
- Ścianka myśli – seria materiałów Ścianka myśli – Polskie gwiazdy na podsłuchu (2014–2017), w której duet o nazwie Mleko Pod Nosem (Tomasz Perczyński i Maciej Michalski) podkładał głos celebrytom[43][44].

### Wideo-wywiady
- Ogień pytań (2014–2016) – miniwywiady, które przeprowadził duet  Mleko Pod Nosem (Tomasz Perczyński i Maciej Michalski)[45][46].

- Plejada na żywo / Gwiazdy Cejrowskiego (2016–2018) – cykl wideo wywiadów przeprowadzanych przez Marcina Cejrowskiego z celebrytami[47][48][49][50][51][52].

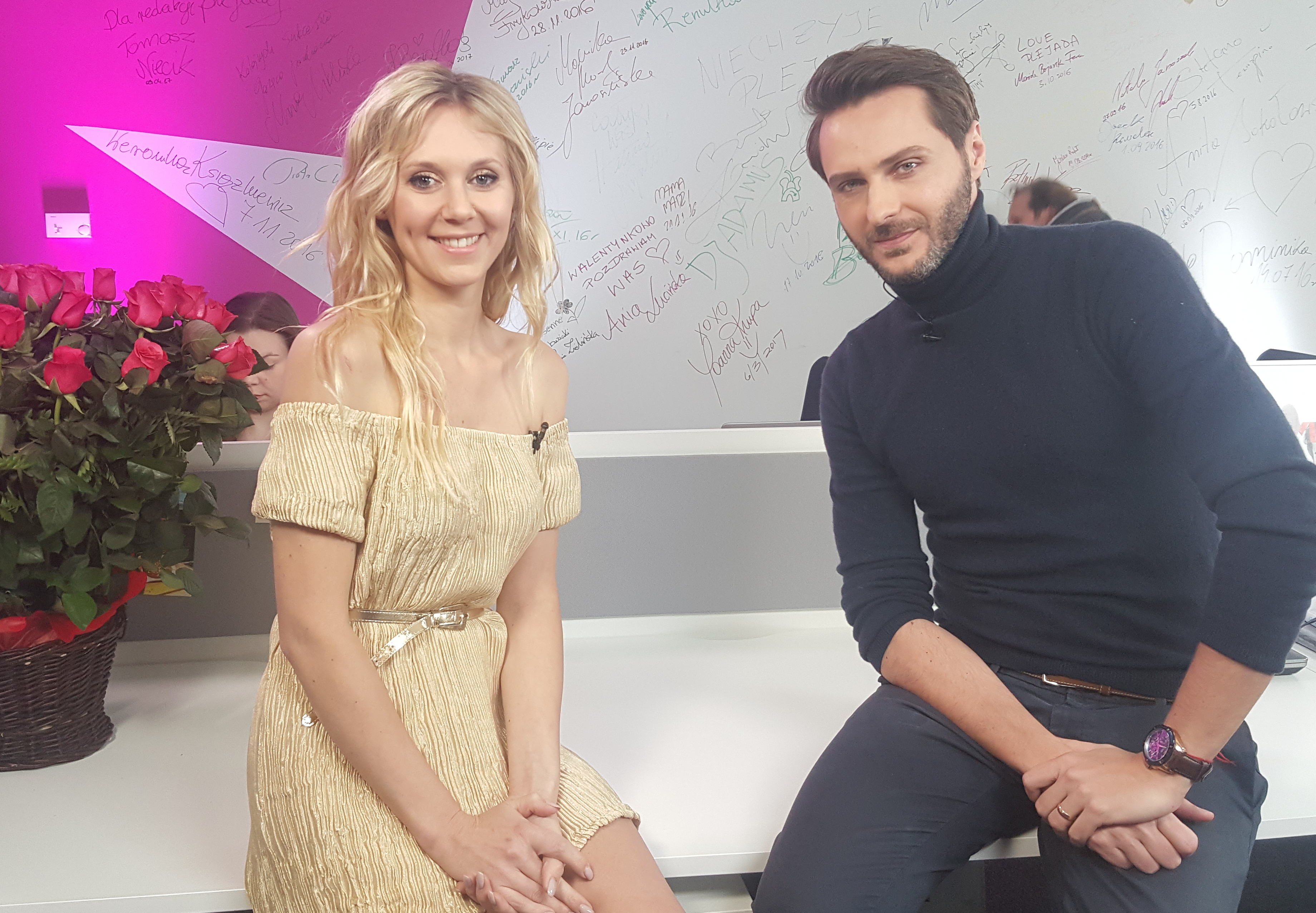
Marcin Cejrowski i Kasia Moś na nagraniu programu Gwiazdy Cejrowskiego (2017)

- Flesz Celebrycki Extra (od lipca 2016 do stycznia 2017) – cykl wideo-wywiadów, które przeprowadzała Anna Matusiak[53][54][55].

- Kwarantanna Live / Plejada Live (2020–2022) – cykl wirtualnych wywiadów z celebrytami, które były przeprowadzane zdalnie (za pośrednictwem wideokonferencji na Instagramie) w związku z pandemią COVID-19[56]. Rozmowy przeprowadzał Marcin Cejrowski, a później także inni członkowie redakcji: Grzegorz Dobek, Karolina Chibowska, Anna Szatybełko i Kamila Glińska[57][58].

### Inicjatywy
- Gwiazdy dziennikarzami Plejady – we wrześniu 2022 serwis Plejada zainicjował cykl, w ramach którego zapraszał gwiazdy do wcielenia się w rolę redaktora serwisu na jeden dzień[59][60].

## Wydarzenia

### Wielka Gala Gwiazd Plejady
Redakcja od 2016 organizuje plebiscyt, w którym internauci wyłaniają zwycięzców w kilku kategoriach. Statuetki i wyróżnienia otrzymują również osoby wybrane przez kapitułę składającą się z członków redakcji.

#### Pierwsza edycja
Pierwsza gala wręczenia nagród „Gwiazd Plejady” odbyła się 17 maja 2016 w restauracji Ufficio Primo w Warszawie. W konkursie zwyciężyli: Rafał Maślak (Gwiazda sieci), Paulina Sykut-Jeżyna (Gwiazda stylu), Anna Starmach (Metamorfoza roku), Mateusz Gessler (Debiut roku), Elżbieta Romanowska (Nadzieja Plejady) i Michał Szpak (Osobowość roku). Ponadto redakcja wręczyła dwie statuetki „Super Gwiazdy Plejady”, które otrzymali Andrzej Wrona i Bogumiła Wander.

#### Druga edycja
Druga edycja Wielkiej Gali Gwiazd Plejady odbyła się 29 maja 2017 w Ufficio Primo w Warszawie. Nagrody otrzymali: Karol „Blowek” Gązwa (Gwiazda sieci), Katarzyna Sokołowska (Gwiazda stylu), Agnieszka Włodarczyk (Metamorfoza roku), Patryk Grudowicz (Debiut roku), Jan Pirowski (Nadzieja Plejady) i Magdalena Boczarska (Osobowość roku). Redakcja wręczyła też statuetki „Super Gwiazdy Plejady”, które otrzymali: Doda, Beata Kozidrak i Marcin Gortat. 

#### Trzecia edycja
Wręczenie nagród za 2018 odbyło się 28 maja 2018 w Ufficio Primo w Warszawie. W głosowaniu internautów wygrali: Natalia Siwiec (Gwiazda sieci), Marcelina Zawadzka (Gwiazda stylu), Doda (Metamorfoza roku), Julia Wieniawa (Debiut roku), Mikołaj Roznerski (Nadzieja Plejady) i Kinga Rusin (Osobowość roku). Redakcja wręczyła też trzy „Super Gwiazdy Plejady”, które otrzymali: Maryla Rodowicz, Ewa Błaszczyk i Emma Kiworkowa.

#### Czwarta edycja
Czwarta Wielka Gala Gwiazd Plejady odbyła się 20 maja 2019 w Ufficio Primo w Warszawie. Zwycięzcami plebiscytu zostali: duet Fit Lovers (Gwiazda sieci), Barbara Kurdej-Szatan (Gwiazda stylu), Maciej Musiał (Metamorfoza roku), Roksana Węgiel (Debiut roku), Blanka Lipińska (Nadzieja Plejady) oraz inicjatorzy akcji Artyści Przeciwko Nienawiści (Osobowość roku). Redakcja wręczyła też dwie statuetki „Super Gwiazdy Plejady”, które otrzymali: Irena Santor oraz Fundacja Faktu „Serce dla dzieci”.

#### Piąta edycja
W związku z trwającą epidemią COVID-19 wyniki plebiscytu za rok 2020 zostały ogłoszone w codziennym programie Onet Rano. #Wiem z 19 czerwca 2020. Nagrody zdobyli: Joanna Koroniewska i Maciej Dowbor (Gwiazda sieci), Maja Ostaszewska (Gwiazda stylu), Michał Koterski (Metamorfoza roku), Viki Gabor (Debiut roku), Józef Pawłowski (Nadzieja Plejady), Wojciech Mann (Osobowość roku). Ponadto redakcja wręczyła dwie statuetki „Super Gwiazdy Plejady”, które otrzymały Magda Gessler i Alicja Węgorzewska.

#### Szósta edycja
25 października 2021 w Warszawskiej Operze Kameralnej odbyła się Wielka Gala Gwiazd Plejady 2021. W przeciwieństwie do poprzednich lat laureatami statuetek byli wyróżnieni przed redakcję Plejady działacze społeczni i charytatywni: Piotr Łój (specjalista VR), Robert Łukasik (prezes Zjednoczenia Pozytywni w Tęczy), Radosław Fedaczyński (lekarz weterynarii), Przemysław Szaliński (założyciel fundacji Przemek Dzieciom) i Magda Jagnicka (stylistka). Ponadto rozdano statuetki „Super Gwiazdy Plejady”, które otrzymały: Ewa Minge i Omenaa Mensah.

#### Siódma edycja
Po trzyletniej przerwie serwis Plejada zorganizował siódmą edycję Gali Gwiazd Plejady, która odbyła się 18 czerwca 2024 roku w Muzeum Historii Polski w Cytadeli Warszawskiej. Wydarzenie odbyło się pod hasłem „The Future Is Now”. Podczas gali wręczono statuetki w pięciu kategoriach: "Gwiazda Ponadczasowa" (Natalia Kukulska), "Gwiazda Jutra" (Sara James), "Gwiazda na Czasie" (Julia Wieniawa), "Gwiazda na Miarę Czasu" (Andrzej Seweryn) oraz "Zaklinacze Czasu" (Kamila Kalińczak). Dodatkowo przyznano trzy nagrody specjalne – SuperGwiazdy Plejady (Krzysztof Gojdź, Doda, Teresa Lipowska).

## Wywiady z osobistościami medialnymi
Na łamach serwisu ukazało się wiele wywiadów z osobistościami medialnymi, takimi jak m.in. Rafał Brzozowski, Katarzyna Cichopek, Cleo, Edyta Geppert, Kasia Kowalska, Barbara Kurdej-Szatan, Anna Lewandowska, Weronika Rosati, Małgorzata Rozenek-Majdan, Agnieszka Rylik, Karolina Sobczak, Kasia Stankiewicz, Justyna Steczkowska i Nina Terentiew. 

## Redaktorzy naczelni
- Karolina Korwin Piotrowska (od marca 2008 do lutego 2010)[90]
- Ewa Wojciechowska (od września 2010 do lutego 2013)[91][92]
- Magdalena Keler (od kwietnia 2013 do grudnia 2015)[93]
- pełniąca obowiązki Grażyna Olbrych (od stycznia do lutego 2016)[93]
- Marcin Cejrowski (od lutego 2016 do maja 2021)[94][95]
- Grzegorz Dobek (od maja 2021 do lipca 2024)[95]
- Kamila Glińska (od lipca 2024)[5]